# El dia del teu casament
El dia del teu casament (originalment en anglès, The Right Kind of Wrong) és una pel·lícula de comèdia romàntica canadenca del 2013 dirigida per Jeremiah S. Chechik, basada en la novel·la Sex and Sunsets de 1987 de Tim Sandlin. La seva estrena va ser a la secció Presentació de Gala del Festival Internacional de Cinema de Toronto. La versió doblada al català es va estrenar el 7 de juliol de 2018 a TV3.

## Sinopsi
En Leo, un escriptor fracassat i recentment divorciat, treballa ara rentant plats al restaurant del seu amic, en Mandeep. La seva antiga dona, la Julie, ha escrit un blog sobre ell titulat "Why You Suck", que s'ha publicat físicament i s'ha convertit en un llibre més venut. Leo també pateix una por a l'altura de les circumstàncies.
En Leo s'enamora de la Colette quan la veu per primera vegada a punt d'entrar a l'església el dia del seu casament. Ell decideix guanyar-se el seu cor i la persegueix malgrat el menyspreu dels seus amics i del nou marit de la Colette, en Danny.

## Repartiment
- Ryan Kwanten com a Leo Palamino
- Sara Canning com a Colette Hart
- Catherine O'Hara com a Tess, la mare de la Colette
- Will Sasso com a Neil
- Kristen Hager com a Julie Deere, l'exdona d'en Leo
- Ryan McPartlin com a Danny Hart, el marit de la Colette
- James A. Woods com a Troy Cooper
- Barb Mitchell com a Angie
- Jennifer Baxter com a Jill
- Raoul Bhaneja com a Mandeep
- Anna Quick com a Chrissy